# Filmografie van Donald Trump

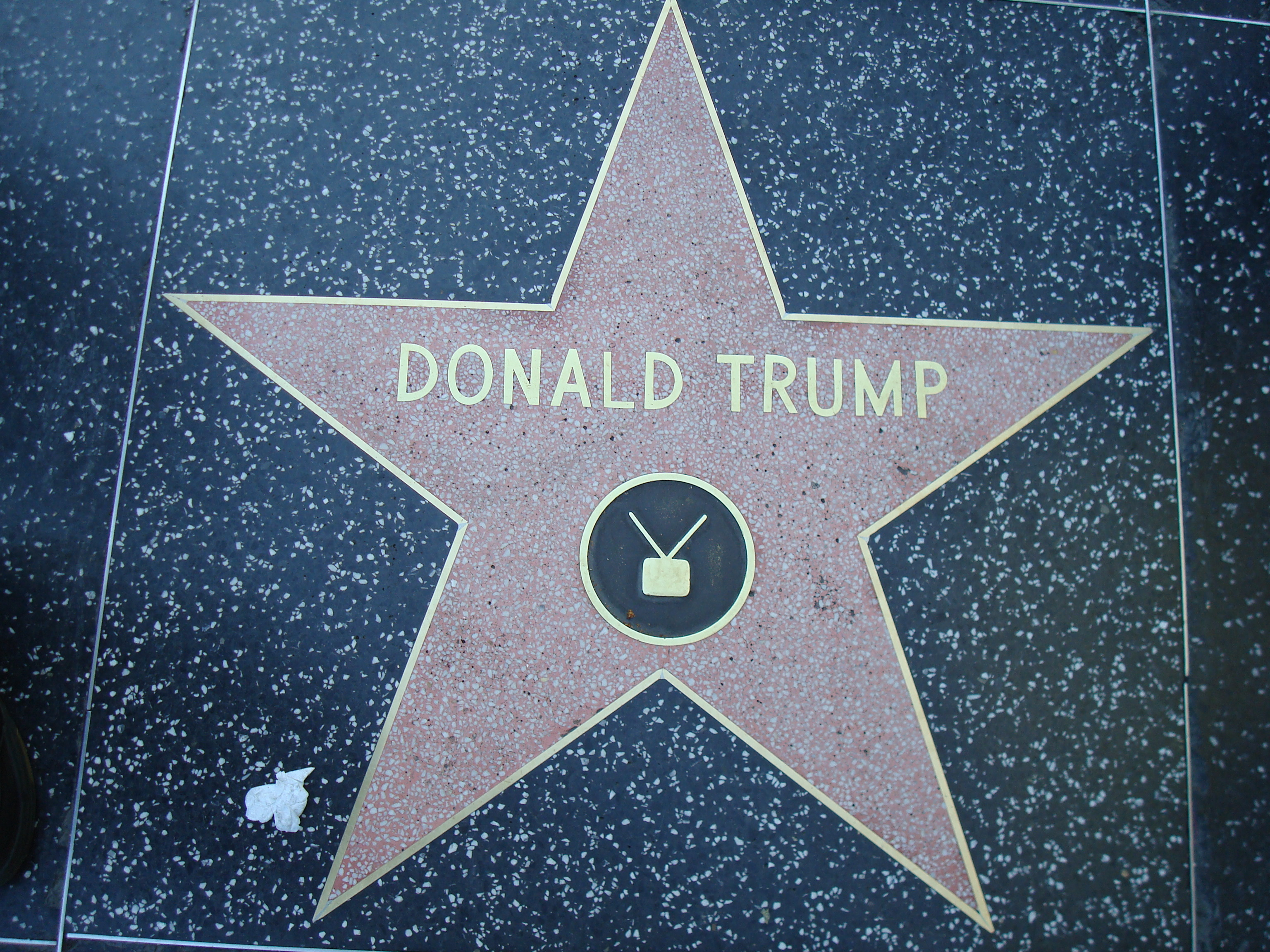
Donald Trumps ster in de Hollywood Walk of Fame

Donald Trump is een Amerikaans zakenman, televisiepersoonlijkheid en de 45e president van de Verenigde Staten. Hij heeft opgetreden in elf films en zo'n tien televisieseries, waarin hij doorgaans zichzelf speelde in zogenaamde cameo-rollen.

## Film
| Titel                           | Jaar | Rol           | Opmerkingen                                                                                     | Ref.  |
| ------------------------------- | ---- | ------------- | ----------------------------------------------------------------------------------------------- | ----- |
| Ghosts Can't Do It              | 1989 | Zichzelf      | Film; kreeg hiervoor de Golden Raspberry Award for Worst Supporting Actor                       | [ 1 ] |
| Home Alone 2: Lost in New York  | 1992 | Zichzelf      | Film                                                                                            | [ 1 ] |
| The Little Rascals              | 1994 | Waldo's vader | Film                                                                                            | [ 1 ] |
| Across the Sea of Time          | 1995 | Zichzelf      | Film                                                                                            | [ 1 ] |
| Eddie                           | 1996 | Zichzelf      | Film                                                                                            | [ 1 ] |
| The Associate                   | 1996 | Zichzelf      | Film                                                                                            | [ 1 ] |
| 54                              | 1998 | VIP Patron    | Film                                                                                            | [ 2 ] |
| Celebrity                       | 1998 | Zichzelf      | Film                                                                                            | [ 1 ] |
| Zoolander                       | 2001 | Zichzelf      | Film                                                                                            | [ 1 ] |
| Two Weeks Notice                | 2002 | Zichzelf      | Film                                                                                            | [ 3 ] |
| Wall Street: Money Never Sleeps | 2010 | Zichzelf      | Trumps optreden werd weggesneden uit de uiteindelijke bioscoopversie, maar staat wel op de dvd. | [ 4 ] |

## Televisie
| Titel                       | Jaar       | Rol                               | Netwerk     | Opmerkingen                                               | Ref.        |
| --------------------------- | ---------- | --------------------------------- | ----------- | --------------------------------------------------------- | ----------- |
| The Jeffersons              | 1985       | Zichzelf                          | CBS         | Aflevering "You'll Never Get Rich"                        | [ 1 ]       |
| The Fresh Prince of Bel-Air | 1994       | Zichzelf                          | NBC         | Aflevering "For Sale by Owner"                            | [ 1 ]       |
| The Nanny                   | 1996       | Zichzelf                          | CBS         | Aflevering "The Rosie Show"                               | [ 1 ]       |
| Suddenly Susan              | 1997       | Zichzelf                          | NBC         | Aflevering "I'll See That and Raise You Susan"            | [ 3 ]       |
| The Drew Carey Show         | 1997       | Zichzelf                          | ABC         | Aflevering "New York and Queens"                          | [ 3 ]       |
| Night Man                   | 1997       | Zichzelf                          | Syndication | Aflevering "Face to Face"                                 | [ 5 ]       |
| Spin City                   | 1998       | Zichzelf                          | ABC         | Aflevering "The Paul Lassiter Story"                      | [ 1 ]       |
| Sex and the City            | 1999       | Zichzelf                          | HBO         | Aflevering "The Man, the Myth, the Viagra"                | [ 1 ]       |
| The Job                     | 2001       | Zichzelf                          | ABC         | Aflevering "Elizabeth"                                    | [ 3 ]       |
| Saturday Night Live         | 2004, 2015 | Zichzelf, verschillende imitaties | NBC         | Trump presenteerde SNL op 3 april 2004 en 7 november 2015 | [ 6 ] [ 7 ] |
| Days of our Lives           | 2005       | Zichzelf                          | NBC         | Gast                                                      | [ 8 ]       |
| 58th Primetime Emmy Awards  | 2006       | Oliver Wendell Douglas            | NBC         | Minimusical                                               | [ 9 ]       |
| WWE Raw                     | 2007, 2009 | Zichzelf                          | USA Network | Was kort eigenaar van Raw                                 | [ 10 ]      |
| WrestleMania 23             | 2007       | Zichzelf                          | Syndication | "Battle of the Billionaires"-wedstrijd                    | [ 11 ]      |
| Top Gear USA                | 2012       | Zichzelf                          | BBC         | Aflevering "Supercars"                                    | [ 12 ]      |

## Video
Trump verscheen op drie VHS-tapes van Playboy. Trump kwam niet voor in naaktscènes of scènes met seks.
| Titel                                                  | Jaar | Rol      | Opmerkingen                      | Ref.   |
| ------------------------------------------------------ | ---- | -------- | -------------------------------- | ------ |
| Playboy Centerfold                                     | 1994 | Zichzelf | Seksfilm                         | [ 13 ] |
| Playboy Video Centerfold: Playmate 2000 Bernaola Twins | 2000 | Zichzelf | Seksfilm                         | [ 14 ] |
| Playboy-video zonder titel                             | 2001 | Zichzelf | Modeshow met o.a. Betsey Johnson | [ 13 ] |

## Andere optredens
In 1989 verscheen Trump in de muziekvideo van Bobby Browns single "On Our Own", die tevens een plaats kreeg in de film Ghostbusters II. In 2004 ging Trump The Apprentice presenteren (zeven seizoenen, tot 2010). In 2010 werd dit vervangen door de 'spin-off' The Celebrity Apprentice. Trump presenteerde dit zeven seizoenen, tot hij besloot een gooi te doen naar het presidentschap. Trumps stem is te horen in het videospel Donald Trump's Real Estate Tycoon.